# Nove, Orjîțea
Nove (în ucraineană Нове) este un sat în comuna Kuibîșeve din raionul Orjîțea, regiunea Poltava, Ucraina.

## Demografie
Componența lingvistică a localității Nove
     Ucraineană (96,27%)
     Rusă (2,24%)
     Alte limbi (0,75%)
Conform recensământului din 2001, majoritatea populației localității Nove era vorbitoare de ucraineană (96,27%), existând în minoritate și vorbitori de rusă (2,24%).